# Fernbach (zámek)
Zámek Fernbach (v srbštině Фернбахов дворац) se nachází v Srbsku v obci Aleksa Šantić, která je součástí území města Sombor. Představuje hodnotnou kulturní památku.
Zámek, nazývaný také Baba Pusta, byl postaven v roce 1906 pro potřeby Karola Fernbacha, velkého župana okresu bačkobodrošské oblasti a jednoho z nejbohatších průmyslníků a obchodníků s obilím v jižním Rakousku-Uhersku. 

## Architektura zámku
Zámek byl postaven jako reprezentativní rodinné sídlo podle návrhu maďarského architekta Ference Reicha ve stylu vídeňské secese. Je umístěn uprostřed kdysi rozlehlého parku, který byl zbudován v anglickém stylu. Samotná stavba je typická výrazným vstupním průčelím s portikem a boční čtvercovou věží se zvonicí. V zadní části budovy byla dominantou půlkruhová terasa s balkonem v patře a v přízemí, propojená schody do parku. Do pokojů nahoře byl přístup z chodby velké haly, do které vedly mramorové schody.
Poblíž sídla je malá rodinná kaple s půlkruhovou apsidou a kalotou (kupolí ve tvaru vrchlíku), pomalovanou anděly. 

## Současný stav
Zámek je do značné míry zdevastovaný, jeho rozpad je umocněn uvolňováním stavebních materiálů. Polovina zámku je již bez střechy, zatímco interiér, kdysi zdobený mramorem, dřevem, sklem, lustry, krby a reprezentativním stylovým nábytkem, byl zničen nebo rozkraden. Stejný osud také zasáhl ikony, které se nacházely na zdech chodby vedoucí ke kapli. 
Park kolem hradu se rozprostíral na 10 hektarech; je prakticky nerozpoznatelný od okolní přírody a většina z původních 165 druhů vzácných rostlin zmizela nebo zarostla. 

## Galerie

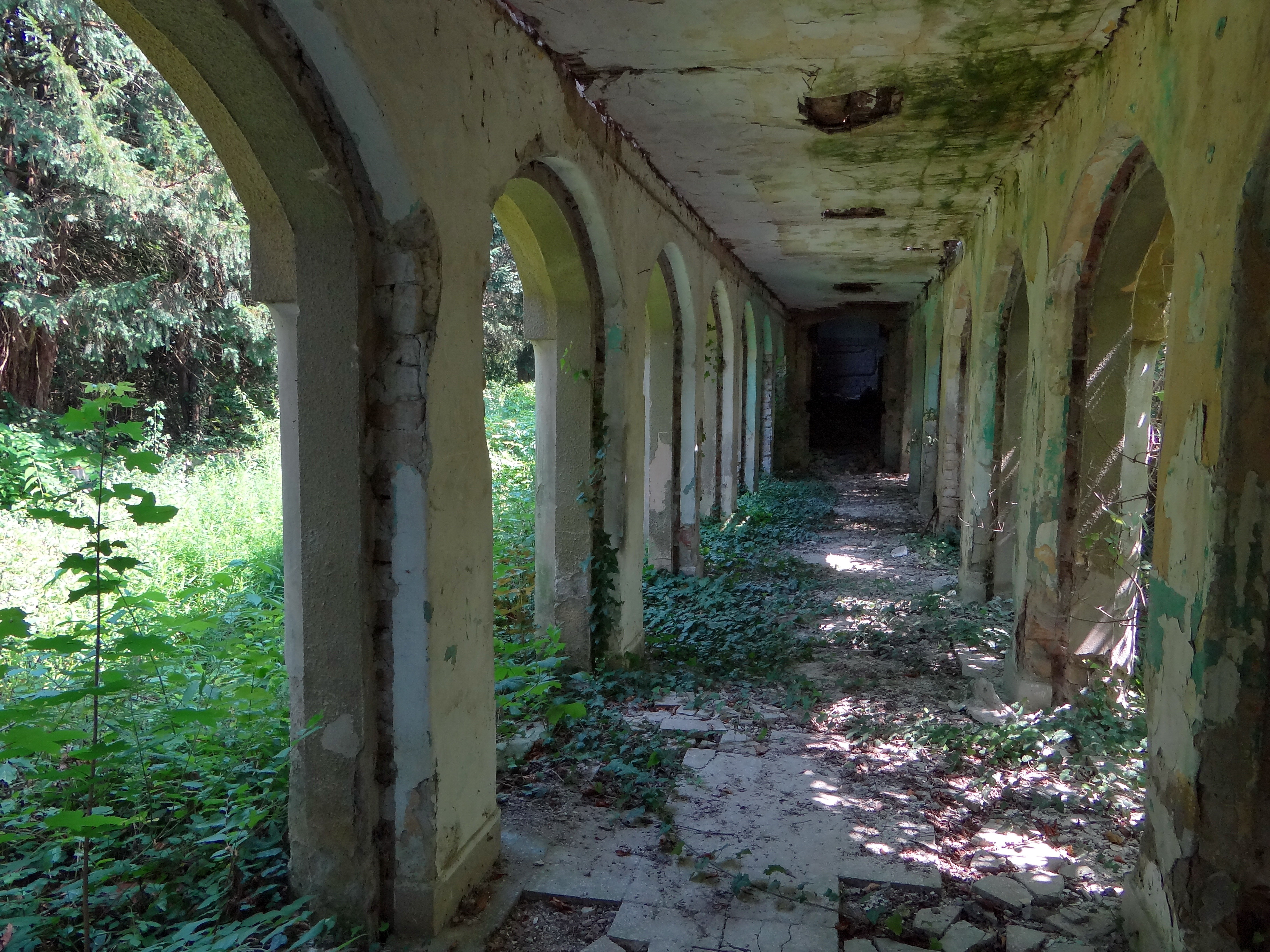
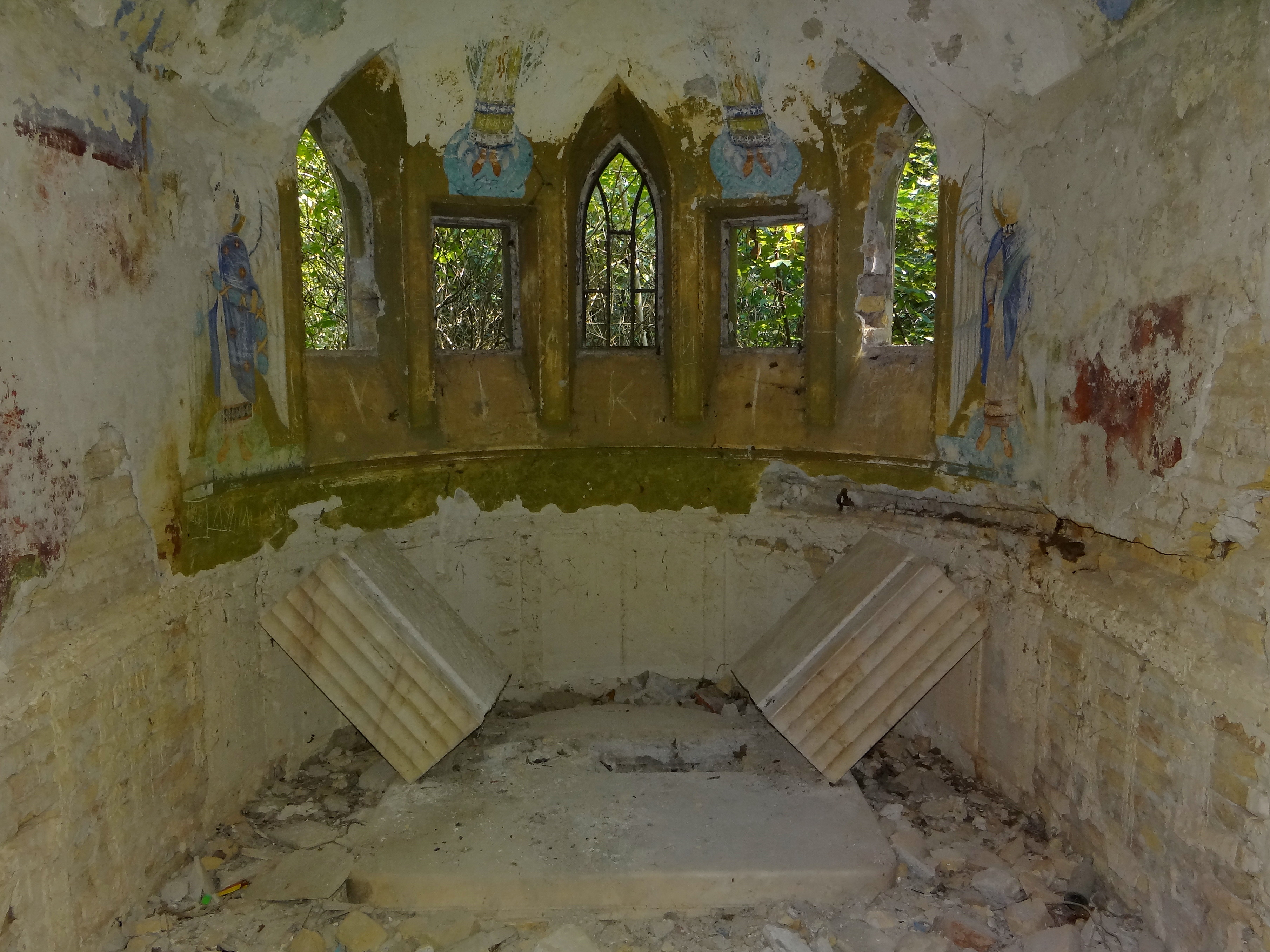
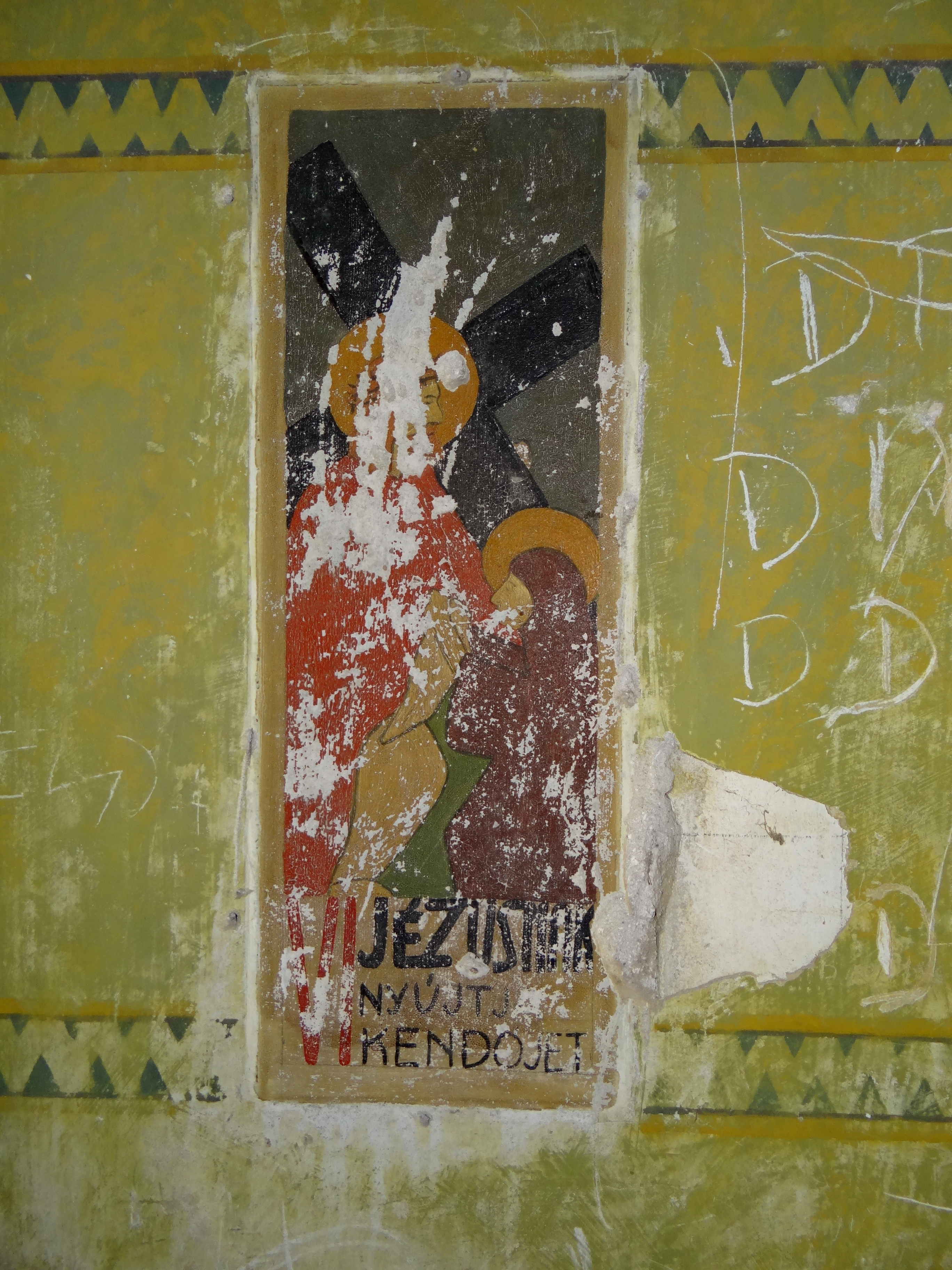
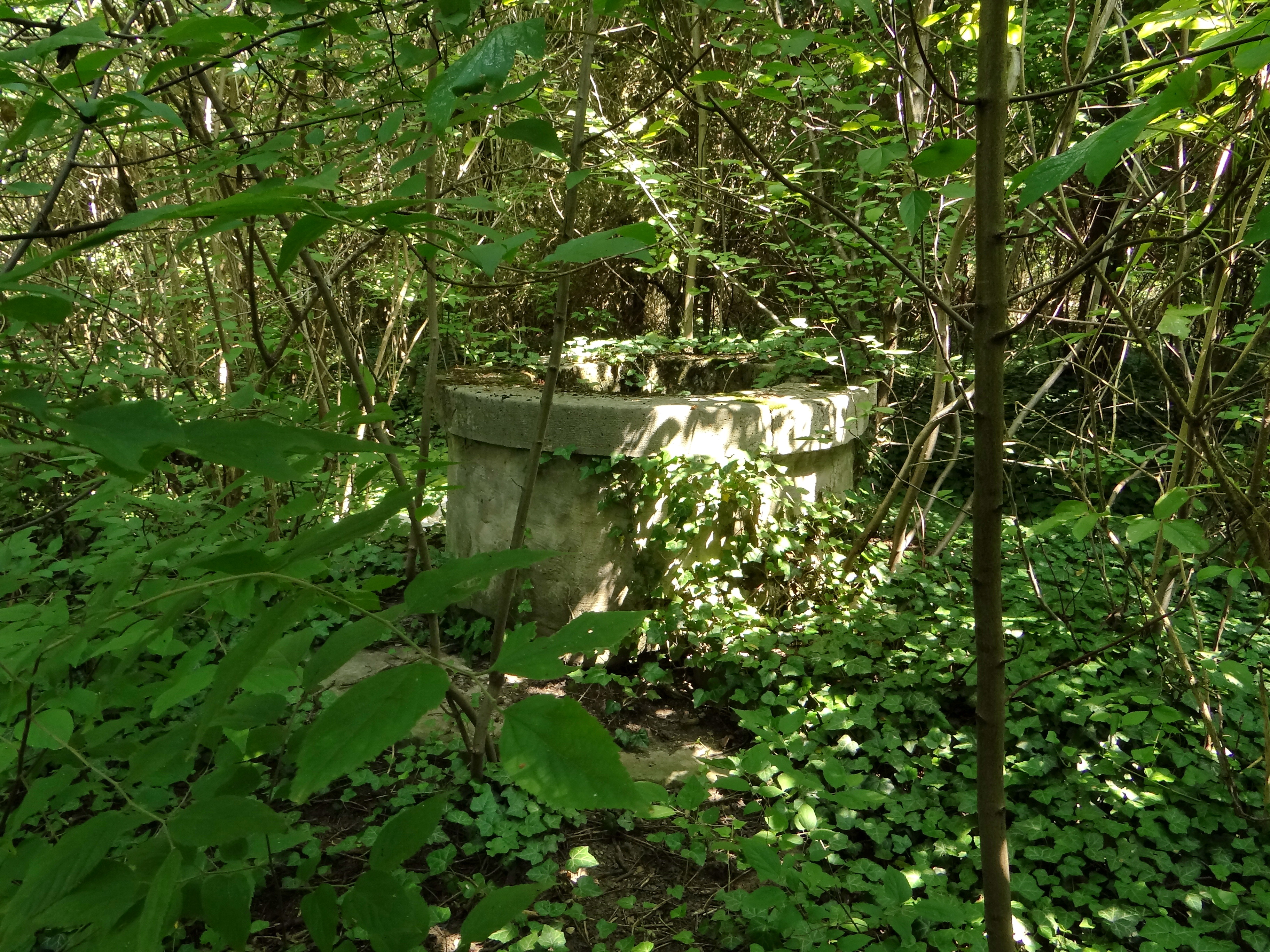
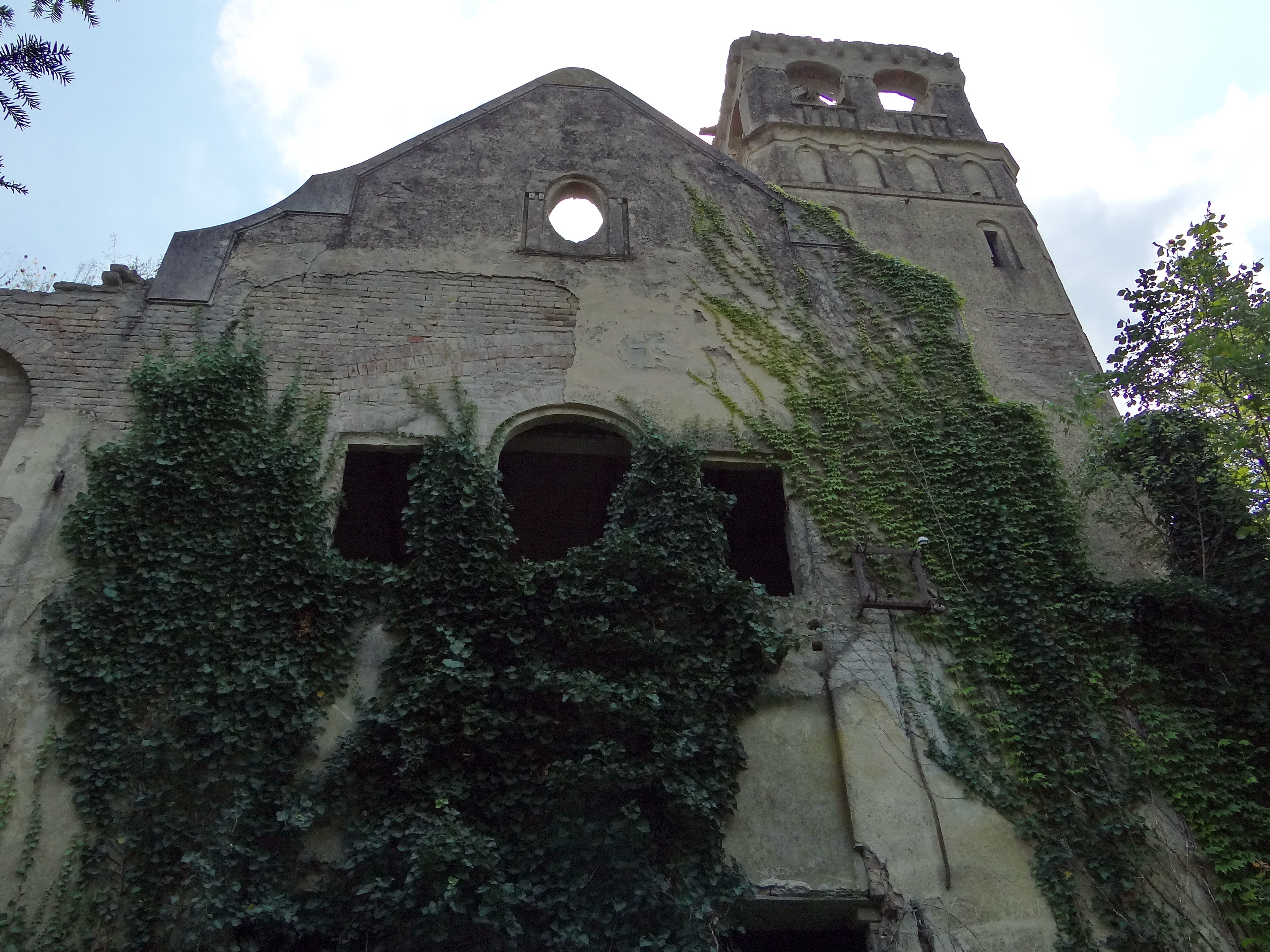
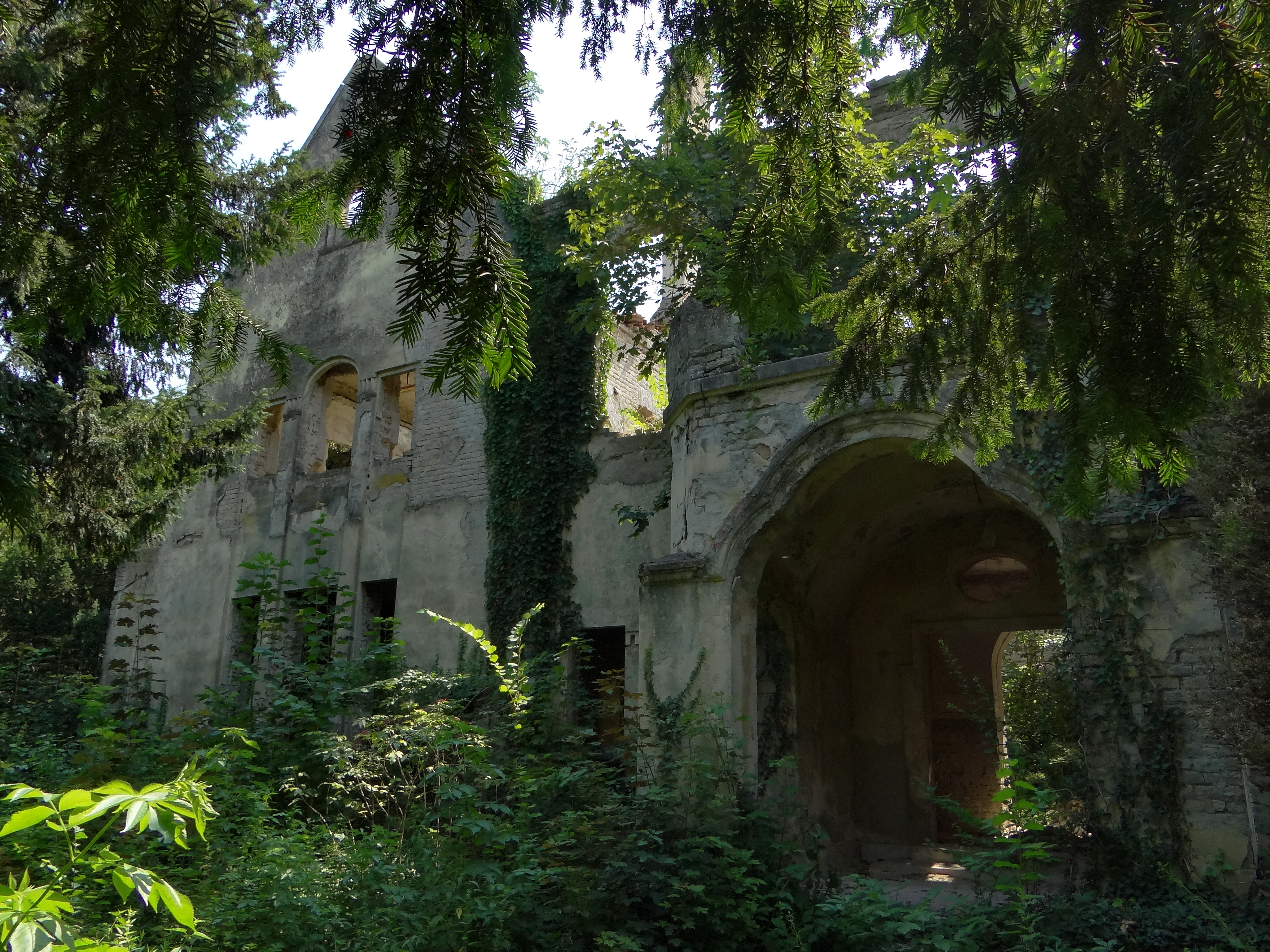